# Yaakov Meridor
Ya'akov Meridor (né Yaakov Viniarsky le 29 septembre 1913 - 30 juin 1995) est un homme politique israélien, commandant de l'Irgoun et homme d'affaires.

## Biographie
Yaakov Viniarsky (plus tard Meridor) est né dans la ville polonaise de Lipno dans une famille juive de marchands de la classe moyenne. En 1930, après avoir entendu parler de la première rébellion arabe en Palestine mandataire, il devient membre du mouvement Betar. Il étudie le droit à l'Université de Varsovie.
Meridor est décédé en 1995 à l'âge de 81 ans, laissant derrière lui trois enfants. Lui et sa femme Ziporah sont enterrés au cimetière Nahalat Yitzhak à Givatayim.

## Activisme sioniste
En 1932, il émigre en Palestine et rejoint l'Irgoun un an plus tard. En 1941, il accompagne David Ratziel lors d'une mission en Irak visant à saboter des champs pétroliers à la périphérie de Bagdad. Lorsque Ratziel est tué avec un officier britannique, Meridor retourne en Palestine et prend la relève en tant que commandant en chef de l'Irgoun.
En 1943, Meridor abandonne le commandement de l'Irgoun à Menahem Begin, mais occupe des postes importants au sein de l'Irgoun jusqu'à ce que la Haganah le remette aux Britanniques en 1945. Il est envoyé dans divers camps de détention en Afrique et réalise d'audacieuses tentatives d'évasion. Il est si désireux de s'échapper qu'il refuse un poste de chef de camp malgré son rang élevé dans l'Irgoun.
Il réussit finalement à s'échapper en 1948 et arrive en Israël le jour de la déclaration d'indépendance. Son évasion est facilitée par un Juif soudanais nommé Mayer Malka qui lui fournit de la nourriture casher et lui rendait visite lorsqu'il était prisonnier dans des camps de détention africains. Il se cache dans la maison de Malka à Khartoum avant de retourner en Palestine.
Meridor écrit dans sa biographie que Menahem Begin fut si heureux d'apprendre son évasion qu'il envoya un communiqué déclarant que Meridor était arrivé en Palestine et avait participé à une opération à Pardes Hana le 7 avril 1948, malgré le fait qu'à ce moment-là Meridor se trouvait à Paris.
Selon Meridor, c'est pourquoi il est écrit dans un article du Scotsman que l'Irgoun a annoncé à Tel-Aviv, le 7 avril 1948, que « Jacob Meridor » avait « repris sa mission de guerre » en Palestine. Le Scotsman rapporte également que le premier commandement de Meridor est le raid sur le camp militaire de Pardes Hana, au sud de Haïfa, au cours duquel 6 soldats britanniques et leur commandant, le lieutenant-colonel GL Hilderbrand, sont tués.
Sous Begin, il est chargé de gérer l'intégration de l'Irgoun dans les Forces de défense israéliennes nouvellement formées.

## Carrière dans les affaires
Meridor cofonde une entreprise qui importe de la viande en conserve. En raison des mesures d’austérité en vigueur à l’époque, l’entreprise souffre financièrement et est rachetée par le gouvernement israélien. En 1960, alors qu'il est encore à la Knesset, Meridor crée la société de pêche en haute mer « Atlantic Fishing Company » conjointement avec l'homme d'affaires Mila Brenner (1921-1999). En 1962, ils créent la compagnie maritime « Maritime Fruit Carriers Company Ltd. » dans le but de percer dans le secteur alors très fragmenté du fret maritime réfrigéré. L'entreprise connait une croissance rapide et, à son apogée, elle exploite 42 navires et étend également ses opérations au transport de pétrole et à la construction de pétroliers. Grâce à ses activités commerciales, Meridor devient riche. Dans son livre Terror out of Zion, J. Bowyer Bell note : « L'une des plus grandes transformations a été celle de Meridor, qui a été élu pour la première fois à la Knesset avec le statut d'ouvrier, mais qui est devenu depuis le plus grand magnat du transport maritime d'Israël, un rival des Grecs, un homme dont la photo a été publiée dans Time, qui apparaît plus souvent à Monaco que le long de la rue Dizengoff». La société connait de graves problèmes de liquidité en raison du déclin du transport maritime de pétrole pendant la crise pétrolière de 1973. Elle fait faillite en 1976. Une partie de sa flotte est reprise par la Cunard Line.

## Carrière politique
Meridor est l'un des fondateurs du Hérout et est élu à la Knesset lors des premières élections israéliennes. Il conserve son siège aux élections de 1951, 1955, 1959, 1961 et à nouveau en 1965 après que le Herut ait fusionné avec le Parti libéral pour former le Gahal (qui devient plus tard le Likoud). Il publie également un livre en 1955, intitulé Long is the Path to Freedom: Chronicles of one of the Exiles. Il perd cependant son siège aux élections de 1969.
Meridor relance sa carrière politique en 1981 lorsqu'il est élu à la Knesset sur la liste du Likoud. Il est nommé ministre de l'Économie et de la Coordination interministérielle par le Premier ministre Begin, et est considéré comme un futur Premier ministre potentiel. La même année, sa carrière politique est gravement compromise par un fiasco médiatique. Meridor annonce qu'un scientifique a inventé un procédé chimique révolutionnaire pour la production d'énergie. Il utilise l’analogie selon laquelle ce processus pourrait utiliser l’énergie d’une simple ampoule pour éclairer une ville comme Ramat Gan. L’analogie fait mouche et crée un engouement médiatique, faisant la une des journaux. Il est ensuite révélé que le scientifique est Danny Berman, un auteur de canular ayant été condamné à plusieurs reprises pour fraude. Méridor devient la risée nationale. Il refuse de démissionner et conserve son poste ministériel lorsque Yitzhak Shamir succède à Begin en 1983, mais perd son siège à nouveau aux élections de 1984, ce qui est la fin de sa carrière politique.